# Miccolamia inspinosa
Miccolamia inspinosa là một loài bọ cánh cứng trong họ Cerambycidae.